# Єгозово (Дем'яновське сільське поселення)
Єго́зово (рос. Егозово) — селище у складі Ленінськ-Кузнецького округу Кемеровської області, Росія.

## Населення
Населення — 31 особа (2010; 27 у 2002).
Національний склад (станом на 2002 рік):
- росіяни — 89 %